# 83 Aquarii
83 Aquarii (nota anche come h Aquarii) è una stella binaria di magnitudine 5,43 situata nella costellazione dell'Aquario. Dista 209 anni luce dal sistema solare.

## Osservazione
Si tratta di una stella situata nell'emisfero celeste australe, ma molto in prossimità dell'equatore celeste; ciò comporta che possa essere osservata da tutte le regioni abitate della Terra senza alcuna difficoltà e che sia invisibile soltanto molto oltre il circolo polare artico. Nell'emisfero sud invece appare circumpolare solo nelle aree più interne del continente antartico. La sua magnitudine pari a 5,4 fa sì che possa essere scorta solo con un cielo sufficientemente libero dagli effetti dell'inquinamento luminoso.
Il periodo migliore per la sua osservazione nel cielo serale ricade nei mesi compresi fra fine agosto e dicembre; da entrambi gli emisferi il periodo di visibilità rimane indicativamente lo stesso, grazie alla posizione della stella non lontana dall'equatore celeste.

## Caratteristiche fisiche
Entrambe le componenti del sistema sono stelle bianco-gialle di sequenza principale di tipo spettrale F, con magnitudini rispettivamente di 6,20 e 6,34, che danno come risultato una magnitudine apparente totale di +5,43. Ruotano attorno al comune centro di massa in 21,84 anni su un'orbita molto eccentrica (e=0,388).
Un'altra stella di magnitudine 7,6 dista 262,1 secondi d'arco da A ma probabilmente non è legata gravitazionalmente al sistema.